# Andrew Toney
Andrew Toney (nacido el 23 de noviembre de 1957 en Birmingham, Alabama) es un exjugador de baloncesto estadounidense. Perteneció a los Philadelphia 76ers desde 1980 hasta 1988. Con 1.91 metros de estatura, jugaba en el puesto de escolta.

## Trayectoria deportiva
Toney fue elegido por los Sixers en el 8.º lugar del Draft de la NBA de 1980, saliendo de la  Universidad de Louisiana-Lafayette, ahora llamada Louisiana-Lafayette.
Fue apodado "Boston Strangler" (el estrangulador de Boston) por los periodistas de Boston durante la rivalidad de los 76ers y los Boston Celtics en la década de 1980 por su habilidad de dominar los juegos contra los Celtic con una sola mano.
Durante sus ocho años en Philadelphia 76ers coincidió con tres jugadores nominados como 50 mejores jugadores de la historia de la NBA, además de Hall of Fame, Moses Malone, Charles Barkley y Julius Erving.
En el año 1983 gana el anillo de la NBA con Philadephia, que aquella temporada tenía un auténtico equipazo con jugadores como Maurice Cheeks, Julius Erving, Moses Malone y Bobby Jones.
Participó en los Juegos de Estrella de la NBA realizados en 1982 y 1983. Promedió 15,9 por partido durante su carrera.

## Estadísticas de su carrera en la NBA
|  | Denota temporadas en las que ganó el Campeonato de la NBA |

### Temporada regular
| Año      | Equipo       | PJ  | PT  | MPP  | %TC  | %3P  | %TL   | RPP | APP | ROB | TPP | PPP  |
| -------- | ------------ | --- | --- | ---- | ---- | ---- | ----- | --- | --- | --- | --- | ---- |
| 1980-81  | Philadelphia | 75  | –   | 23.6 | .495 | .310 | .712  | 1.9 | 3.6 | .8  | .1  | 12.9 |
| 1981-82  | Philadelphia | 77  | 1   | 24.8 | .522 | .424 | .742  | 1.7 | 3.7 | .8  | .2  | 16.5 |
| 1982-83  | Philadelphia | 81  | 81  | 30.5 | .501 | .289 | .788  | 2.8 | 4.5 | 1.0 | .2  | 19.7 |
| 1983-84  | Philadelphia | 78  | 72  | 32.8 | .527 | .316 | .839  | 2.5 | 4.8 | .9  | .3  | 20.4 |
| 1984-85  | Philadelphia | 70  | 65  | 32.0 | .492 | .371 | .862  | 2.5 | 5.2 | .9  | .3  | 17.8 |
| 1985-86  | Philadelphia | 6   | 0   | 14.0 | .306 | .000 | .375  | .8  | 2.0 | .3  | .0  | 4.2  |
| 1986-87  | Philadelphia | 52  | 12  | 20.3 | .451 | .328 | .796  | 1.6 | 3.6 | .3  | .2  | 10.6 |
| 1987-88  | Philadelphia | 29  | 15  | 18.0 | .421 | .333 | .806  | 1.6 | 3.7 | .4  | .2  | 7.3  |
| Total    | Total        | 468 | 246 | 26.9 | .500 | .342 | .797  | 2.2 | 4.2 | .8  | .2  | 15.9 |
| All-Star | All-Star     | 2   | 0   | 20.0 | .625 | .000 | 1.000 | .5  | 5.0 | 2.0 | .0  | 10.5 |

### Playoffs
| Año   | Equipo       | PJ | PT | MPP  | %TC  | %3P  | %TL   | RPP | APP | ROB | TPP | PPP  |
| ----- | ------------ | -- | -- | ---- | ---- | ---- | ----- | --- | --- | --- | --- | ---- |
| 1981  | Philadelphia | 16 | –  | 22.3 | .428 | .111 | .815  | 2.3 | 3.4 | .7  | .4  | 13.8 |
| 1982  | Philadelphia | 21 | –  | 33.7 | .507 | .333 | .796  | 2.4 | 4.9 | .9  | .1  | 21.8 |
| 1983  | Philadelphia | 12 | –  | 29.8 | .470 | .000 | .754  | 2.3 | 4.6 | .9  | .1  | 18.8 |
| 1984  | Philadelphia | 5  | –  | 36.0 | .519 | .000 | .767  | 2.2 | 3.8 | .8  | .2  | 20.6 |
| 1985  | Philadelphia | 13 | 13 | 34.0 | .477 | .429 | .770  | 2.5 | 5.1 | .9  | .4  | 16.8 |
| 1987  | Philadelphia | 5  | 0  | 20.8 | .382 | .000 | 1.000 | 1.8 | 5.4 | .4  | .4  | 5.6  |
| Total | Total        | 72 | 13 | 29.8 | .478 | .235 | .786  | 2.3 | 4.5 | .8  | .3  | 17.4 |